# Central nuclear del Blayais

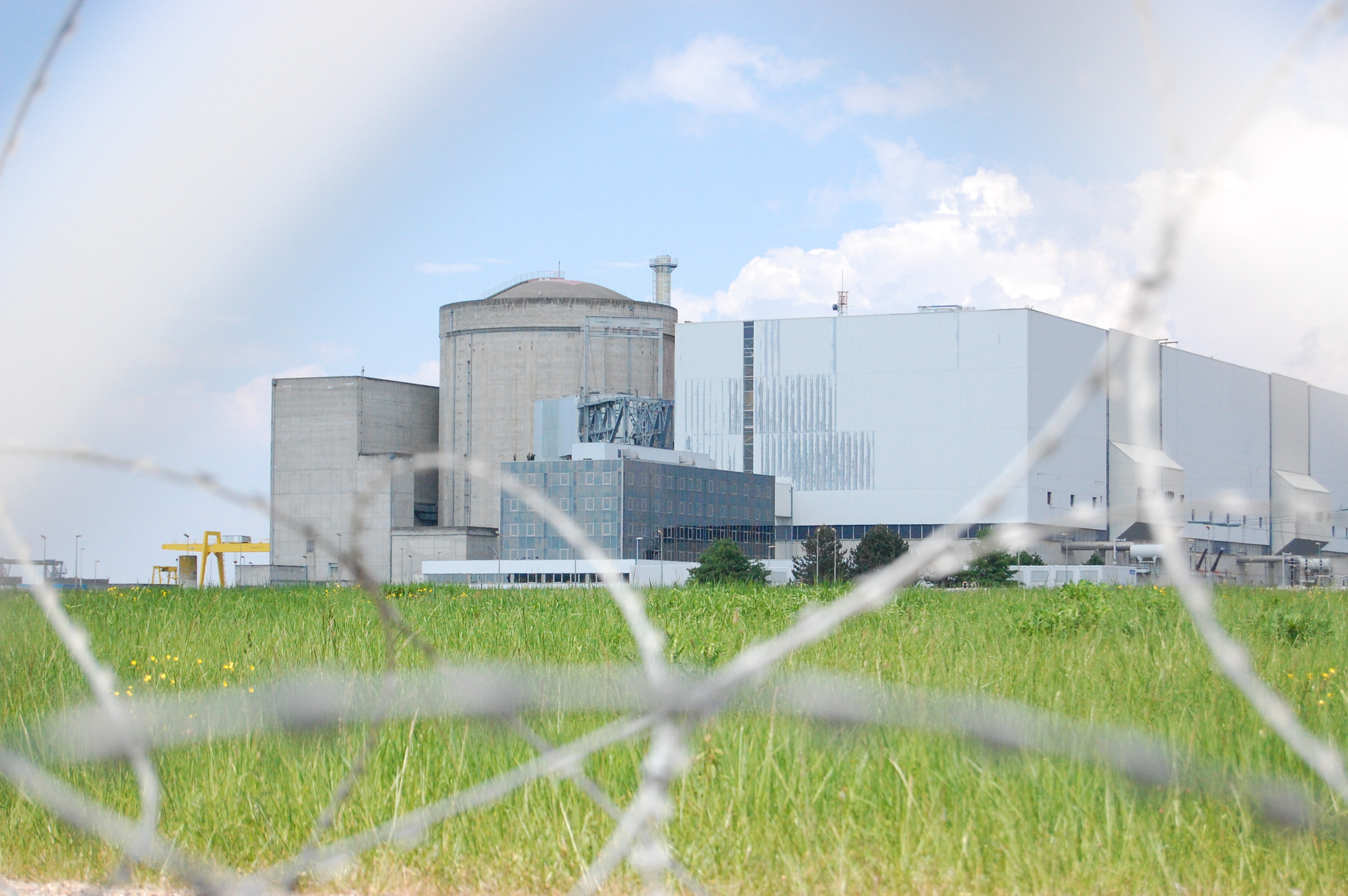
Central nuclear del Blayais

La central nuclear del Blayais se localiza muy cerca del municipio de Blaye, en el centro del pantano del Blayais, sobre el municipio de Braud-et-Saint-Louis (Gironda), al borde del estuario de la Gironda entre Burdeos (45 km aguas arriba) y Royan (50 km detrás). Es enfriada por el agua del estuario que se bombea a través de canalizaciones submarinas.
Dispone de 4 reactores nucleares de 900 MW puestos en servicio el 29 de mayo de 1986. Alrededor de 1300 personas trabajan en la central del Blayais.
En su informe anual 2007, la Autoridad de seguridad nuclear considera globalmente satisfactoria la seguridad nuclear de la central del Blayais. La ASN constata especialmente que la organización establecida para la gestión de las situaciones de urgencia parece sólida pero que el lugar debe hacer pruebas de más rigor en la preparación de las intervenciones.